# Jean-Pierre Petit (entrepreneur)
Pour les articles homonymes, voir Petit et Jean-Pierre Petit (homonymie).
Jean-Pierre Petit, né le 5 mai 1947, est un dirigeant français. Après une carrière dans la publicité marquée par la création de l’agence de communication BDDP (Boulet Dru Dupuy Petit) en 1984, il rejoint McDonald’s France en 1995. Il occupe jusqu'en juillet 2015 les fonctions de président-directeur général de McDonald’s France, président de la division Europe du Sud et Executive vice-président Europe. En 2015, il est promu Chief Operating Officer du segment des "marchés internationaux leaders" de McDonald's. 

## Biographie
Il grandit à Marseille. Son père, Jacques Petit, est l’un des fondateurs, avec Jean-Pierre Garbit, des pizzas et couscous Garbit. Après des études arrêtées en première, Jean-Pierre Petit se consacre au tennis pendant quelques années. Il n'a aucun diplôme, déclarant à ce sujet : « À mes débuts, j'étais gêné par le fait de ne pas avoir les mêmes cartes en main que mon entourage, je le cachais. Mais je me suis rapidement rendu compte que cela m'avait poussé à développer des qualités qui m'allaient bien : la ténacité et le courage, notamment ». Il débute ensuite sa carrière en janvier 1970 aux Halles de Paris, puis à Rungis, dans la société Brambilla spécialisée dans le courtage des fruits et légumes. Il est promu en tant que responsable des ventes et s'installe en Martinique en 1971 pendant deux ans pour accompagner le développement de la culture d’agrumes à Cuba. 

### La publicité
De retour en France, il quitte le marché des fruits et légumes et débute en 1972 chez TBWA comme chef de publicité où il travaille pour Schneider, Terraillon, Laden, Préfontaine et Évian. Il rejoint Young and Rubicam en 1977, et travaille à Paris puis à New York pour occuper les fonctions de directeur de clientèle puis directeur de Division. Après trois ans passés chez Young and Rubicam, il devient président de SNIP 4 (agence de publicité intégrée de la Lainière de Roubaix rachetée par Young and Rubicam) et gère la communication des marques du groupe Lainières de Roubaix (Rodier, Stemm, Pingouin) et d’autres enseignes de franchise (Lacoste, Descamps, Yves Rocher). 

### BDDP
En 1984, Jean-Pierre Petit fonde avec Jean-Claude Boulet, Jean-Marie Dru et Marie-Catherine Dupuy l’agence de communication BDDP. L’ambition de l’entreprise était de créer une agence indépendante française, alternative aux groupes anglo-saxons et aux deux géants Havas et Publicis. BDDP prit en charge la communication d’importantes marques françaises et internationales : BSN (aujourd’hui Danone), Mazda, Michelin, 1664, Leroy Merlin, KLM, SNCF, Virgin, Epson, etc. En 1985, BDDP gagne le budget McDonald’s dont Jean-Pierre Petit s’occupe pendant dix ans.

### McDonald's
Après avoir accompagné McDonald’s France en tant que publicitaire chez BDDP, Jean-Pierre Petit rejoint l’entreprise en 1995 en tant que senior vice-président marketing et communication. Il impulse la politique de transparence de l’entreprise en mettant en avant la qualité des process, la traçabilité et l’hygiène chez McDonald's. Au moment de la crise de la vache folle, il lance des campagnes de publicité sur la promotion du bœuf français, installe pour la première fois un stand McDonald's au Salon de l'agriculture et multiplie les initiatives de l'intégration de l’enseigne en France avec l’introduction de recettes et de marques françaises. Ces initiatives protègent l’entreprise durant la crise de la vache folle. En 1998, il est nommé directeur général puis président-directeur général en 2004, succédant à Denis Hennequin. Dans ces fonctions, il initie et pilote de nouveaux chantiers : création de nouveaux décors pour les restaurants, la construction d’une identité française de McDonald's, l’introduction de nouvelles technologies au service des clients avec les bornes de commande ou encore le service à table. Cette stratégie, incarnée par un catalogue de décor varié (notamment le logo jaune sur fond vert - et non plus rouge - pour s'intégrer davantage au tissu urbain), une politique d’achat centrée sur la France, des investissements importants dans l’hexagone et la sortie de produits typiques (McBaguette, le Casse-Croûte, les grandes envies de fromage, les salades, une viande de bœuf 100 % charolais, etc.), ont permis à la marque d’améliorer son image et ses performances en France. En 2005, il devient président de la division Europe du Sud (regroupant, la France, l’Espagne, l’Italie, les Pays-Bas, la Suisse, la Belgique, la Grèce, le Portugal et le Maroc),. Il supervise à la fin de son mandat 2 800 restaurants et 120 000 salariés.
Il est remplacé en juillet 2015 par Nawfal Trabelsi et est promu Chief Operating Officer du segment des « marchés internationaux leaders » de McDonald’s. Il a pour mission de créer des synergies autour des  meilleures initiatives de chacun des cinq pays leaders (Royaume-Uni, Australie, Canada, Allemagne et France).
Il est placé en garde à vue en mars 2021 dans le cadre d'une enquête du Parquet national financier pour fraude fiscale. La maison mère de McDonald’s et sa filiale française se seraient entendues à partir de 2009 pour transférer aux États-Unis une partie des bénéfices engrangés en France, échappant ainsi à l’impôt. Le préjudice porté à la France est estimé à au moins 300 millions d'euros.